# Gare d'Hemiksem
La gare d'Hemiksem est une gare ferroviaire belge de la ligne 52, de Termonde à Anvers-Sud, située sur la commune d'Hemiksem, en Région flamande dans la province d'Anvers.
Mise en service en 1879 par les Chemins de fer de l'État belge, c’est une halte ferroviaire de la Société nationale des chemins de fer belges (SNCB), desservie par des trains Suburbains (S32).

## Histoire
La « station d'Hemixem » est mise en service le 20 juillet 1879 par l’Administration des chemins de fer de l’État belge le jour de la mise en service de la section de Hoboken à Boom de la ligne 52.
Le premier bâtiment des recettes construit par l’État belge, appartient à la famille des gares de plan type 1873. Vers 1981,[réf. nécessaire] la SNCB le démolit et le remplaça par un second bâtiment. Désormais inutilisé pour l'accueil des voyageurs, il abrite un magasin du monde Oxfam.
En 1980, la SNCB ferme la section de ligne de Boom à Puurs et Termonde mais électrifie la section Anvers-Boom.
Toutefois, la gare d'Hemiksem, comme toutes les gares intermédiaires situées entre Anvers-Sud et Boom ferme déjà en 1984. Les trains vers Boom sont sans arrêt et des bus les remplacent pour la desserte des petites gares.
En mai 1988, la SNCB rouvre la gare d'Hemiksem et, en 1998, les trains peuvent à nouveau rouler jusque Puurs. Toutefois, la SNCB supprime les guichets de la gare d'Hemiksem à partir du 23 mai 1993.
À partir du premier trimestre de l’année 2018, la desserte de la gare, qui n'était que d'un train L par heure renforcé par quelques trains P, passe à deux trains L par heure et à partir du second trimestre de 2018, les trains L sont rebaptisés (S32).

## Service des voyageurs

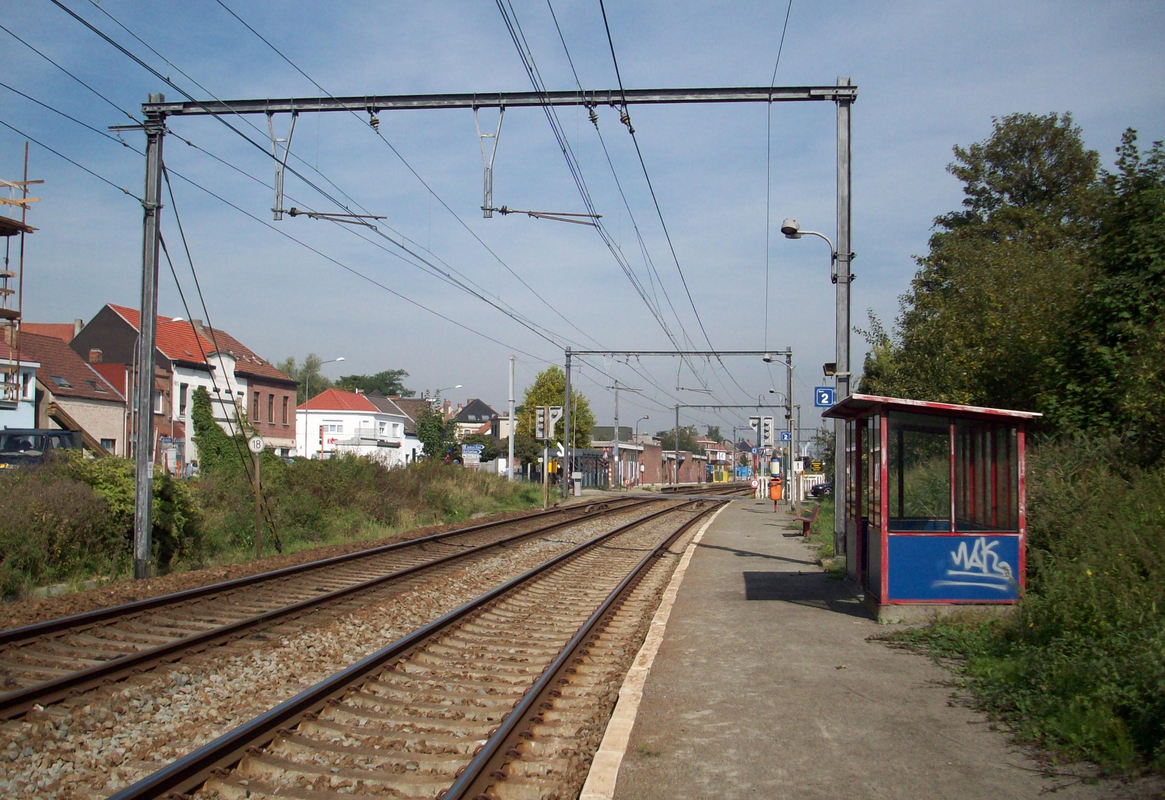
Quais de la gare.

### Accueil
Halte SNCB, c'est un point d'arrêt non géré (PANG) à accès libre. Elle est équipée d'un automate pour l'achat de titres de transport.
Le passage d'un quai à l'autre et la traversée des voies s'effectuent par le passage à niveau routier.

### Desserte
Hemiksem est desservie par des trains Suburbains (S32) circulant sur la ligne commerciale 52 (voir brochure SNCB).
En semaine, la desserte est de deux trains par heure : les premiers reliant Puurs à Essen, via Anvers-Central ; les seconds étant prolongés entre Essen et Roosendael aux Pays-Bas.
Les week-ends et jours fériés, seuls circulent par des trains S32 de Puurs à Roosendael, toutes les heures.

### Intermodalité
Un abri à vélos ainsi que plusieurs places de parking sont aménagées entre le bâtiment de la gare et le passage à niveau.

## Comptage voyageurs
Ce graphique et tableau montre le nombre de voyageurs embarquant en moyenne durant la semaine, le samedi et le dimanche.
| Nombre de passagers qui embarquent à la gare de Hemiksem | Nombre de passagers qui embarquent à la gare de Hemiksem | Nombre de passagers qui embarquent à la gare de Hemiksem | Nombre de passagers qui embarquent à la gare de Hemiksem |
|                                                          | Semaine                                                  | Samedi                                                   | Dimanche                                                 |
| -------------------------------------------------------- | -------------------------------------------------------- | -------------------------------------------------------- | -------------------------------------------------------- |
| 1977                                                     | 220                                                      | 58                                                       | -                                                        |
| 1978                                                     | 255                                                      | 63                                                       | 2                                                        |
| 1979                                                     | 262                                                      | 84                                                       | -                                                        |
| 1980                                                     | 243                                                      | 78                                                       | 78                                                       |
| 1981                                                     | 265                                                      | 127                                                      | 100                                                      |
| 1982                                                     | 306                                                      | 57                                                       | -                                                        |
| 1983                                                     | 313                                                      | 42                                                       | -                                                        |
| 1984                                                     | -                                                        | -                                                        | -                                                        |
| 1985                                                     | -                                                        | -                                                        | -                                                        |
| 1986                                                     | -                                                        | -                                                        | -                                                        |
| 1987                                                     | -                                                        | -                                                        | -                                                        |
| 1988                                                     | 86                                                       | -                                                        | -                                                        |
| 1989                                                     | 69                                                       | -                                                        | -                                                        |
| 1990                                                     | 72                                                       | -                                                        | -                                                        |
| 1991                                                     | 72                                                       | -                                                        | -                                                        |
| 1992                                                     | 68                                                       | -                                                        | -                                                        |
| 1993                                                     | 79                                                       | -                                                        | -                                                        |
| 1994                                                     | 91                                                       | -                                                        | -                                                        |
| 1995                                                     | 83                                                       | -                                                        | -                                                        |
| 1996                                                     | 98                                                       | -                                                        | -                                                        |
| 1997                                                     | 135                                                      | -                                                        | -                                                        |
| 1998                                                     | 112                                                      | -                                                        | -                                                        |
| 1999                                                     | 113                                                      | -                                                        | -                                                        |
| 2000                                                     | 123                                                      | -                                                        | -                                                        |
| 2001                                                     | 107                                                      | -                                                        | -                                                        |
| 2002                                                     | 102                                                      | -                                                        | -                                                        |
| 2003                                                     | 121                                                      | -                                                        | -                                                        |
| 2004                                                     | 125                                                      | -                                                        | -                                                        |
| 2005                                                     | 104                                                      | -                                                        | -                                                        |
| 2006                                                     | 125                                                      | -                                                        | -                                                        |
| 2007                                                     | 105                                                      | -                                                        | -                                                        |
| 2008                                                     | -                                                        | -                                                        | -                                                        |
| 2009                                                     | 114                                                      | -                                                        | -                                                        |
| 2010                                                     | -                                                        | -                                                        | -                                                        |
| 2011                                                     | -                                                        | -                                                        | -                                                        |
| 2012                                                     | 154                                                      | -                                                        | -                                                        |
| 2013                                                     | 161                                                      | -                                                        | -                                                        |
| 2014                                                     | 164                                                      | -                                                        | -                                                        |
| 2015                                                     | 152                                                      | -                                                        | -                                                        |
| 2016                                                     | 151                                                      | -                                                        | -                                                        |
| 2017                                                     | 162                                                      | -                                                        | -                                                        |
| 2018                                                     | 236                                                      | 125                                                      | 72                                                       |
| 2019                                                     | 262                                                      | 42                                                       | 68                                                       |
| 2020                                                     | 176                                                      | 84                                                       | 79                                                       |
| 2021                                                     | -                                                        | -                                                        | -                                                        |
| 2022                                                     | 333                                                      | 99                                                       | 118                                                      |
| 2023                                                     | 344                                                      | 156                                                      | 136                                                      |
| 2024                                                     | 443                                                      | 178                                                      | 153                                                      |